# Световно първенство по ски алпийски дисциплини 2005
Световното първенство по ски алпийски дисциплини през 2005 г. е 29-ото световно първенство по ски алпийски дисциплини се провежда от 28 януари до 13 февруари 2007 в Бормио и Санта Катерина, Италия.
Това е второ първенство, което се провежда в Бормио, след първенството през 1985 година и шесто в Италия, след тези от 1932, 1956, 1970 и 1997 година. 
Провеждат се стартове в дисциплините спускане, супер-гигантски слалом, гигантски слалом, слалом, комбинация и отборно. Австрия печели най-много медали – единадесет, от които три златни. Общо десет държави печелят медали.
Това е първото световно първенство, на което се вземат кръвни проби за допинг.  Цените на билетите са между 130 и 270 евро.  Вследствие на това посещаемостта е ниска.  За гигантския слалом на мъжете около 900 деца от околността получават билети по 1 евро, за да няма празни места по трибуните. 
Организацията на първенството струва 250 млн. евро, като голяма част от тях са използвани за построяването на новата писта „Дебора Компаньони“ в Санта Катерина, където се провеждат състезанията на жените. 
Гигантският слалом на мъжете е отложен заради стачка на телевизия РАИ. 

## Класиране по медали
| No | Държава   | Злато | Сребро | Бронз | Общо |
| 1  | Австрия   | 3     | 4      | 4     | 11   |
| 2  | Хърватия  | 3     | 0      | 0     | 3    |
| 3  | САЩ       | 2     | 1      | 3     | 6    |
| 4  | Швеция    | 2     | 1      | 0     | 3    |
| 5  | Германия  | 1     | 0      | 0     | 1    |
| 6  | Италия    | 0     | 2      | 2     | 4    |
| 7  | Финландия | 0     | 2      | 0     | 2    |
| 8  | Норвегия  | 0     | 1      | 0     | 1    |
| 9  | Чехия     | 0     | 0      | 1     | 1    |
| 9  | Франция   | 0     | 0      | 1     | 1    |

## Резултати

### Супер-гигантски слалом мъже
Супер-гигантският слалом на мъжете е първото състезание на първенството и се провежда на 29 януари на пистата „Стелвио“. Печели го лидерът в световната ранглиста Боди Милър пред Михаел Валххофер и Бенямин Райх. Носителят на Световната купа Херман Майер завършва четвърти. Това е третата световна титла в кариерата на Боди Милър. 
| Място | Име              | Държава | Време   |
| ----- | ---------------- | ------- | ------- |
| 01    | Боди Милър       | САЩ     | 1:27.55 |
| 02    | Михаел Валххофер | Австрия | 1:27.69 |
| 03    | Бенямин Райх     | Австрия | 1:28.23 |

### Супер-гигантски слалом жени
Супер-гигантският слалом на жените се провежда на 30 януари на пистата „Дебора Компаньони“ в Санта Катерина. Печели шведката Аня Першон, която е носителка на Световната купа, пред италианката Лучия Рекиа и американката Джулия Манкюсо. Лидерката за купата на супергигантски слалом Ренате Гьотчел завършва на 23-то място. Това е трети златен медал от световни първенства и първа победа на супер-гигантски слалом в кариерата на Аня Першон. 
| Място | Име            | Държава | Време   |
| ----- | -------------- | ------- | ------- |
| 01    | Аня Першон     | Швеция  | 1:17.64 |
| 02    | Лучия Рекиа    | Италия  | 1:18.09 |
| 03    | Джулия Манкюсо | САЩ     | 1:18.40 |

### Комбинация мъже
Комбинацията на мъжете се провежда на 3 февруари на пистата „Стелвио“. Първата си световна титла печели лидерът за Световната купа по слалом Бенямин Райх пред Аксел Лунд Свиндал и Джорджо Рока. Далият второ време Шетил Андре Омот е дисквалифициран на основата на видеозапис, показващ, че е пропуснал врата. Това е 75-а победа на световно първенство за Австрия 
Бенямин Райх е пети след спускането, но наваксва в двата манша на слалома. Българските състезатели Стефан Георгиев и Михаил Седянков завършват съответно на 22-ро и 27-о място. 
| Място | Име                | Държава  | Време   |
| ----- | ------------------ | -------- | ------- |
| 01    | Бенямин Райх       | Австрия  | 3:19.10 |
| 02    | Аксел Лунд Свиндал | Норвегия | 3:20.01 |
| 03    | Джорджо Рока       | Италия   | 3:20.08 |
| 22    | Стефан Георгиев    | България | 3:28.59 |
| 27    | Михаил Седянков    | България |         |

### Комбинация жени
Комбинацията на жените се провежда на 4 февруари на пистата „Дебора Компаньони“. Печели хърватката Яница Костелич, която повтаря успеха си от предишното световно първенство.
| Място | Име            | Държава  | Време   |
| ----- | -------------- | -------- | ------- |
| 01    | Яница Костелич | Хърватия | 2:53.70 |
| 02    | Аня Першон     | Швеция   | 2:55.15 |
| 03    | Марлийс Шилд   | Австрия  | 2:56.40 |

### Спускане мъже
Спускането на мъжете се провежда на 5 февруари. Водачът за Световната купа Боди Милър печели втората си титла от първенството и общо четвърта в от световни първенства в кариерата му. Тя го прави първият американец, спечелил световната титла в спускането. Сребърният медал печели сънародникът му Дарън Ралвс, а световният шампион от предишното първенство Михаел Валххофер печели бронзовия медал. 
| Място | Име              | Държава | Време   |
| ----- | ---------------- | ------- | ------- |
| 01    | Боди Милър       | САЩ     | 1:56.22 |
| 02    | Дарън Ралвс      | САЩ     | 1:56.66 |
| 03    | Михаел Валххофер | Австрия | 1:57.09 |

### Спускане жени
Спускането на жените се провежда на 6 февруари на пистата „Дебора Компаньони“. Яница Костелич печели втората си титла от първенството и първа титла в спускането за Хърватска. Сребърният медал печели 19-годишната дебютантка на световни първенства Елена Фанкини, а Ренате Гьотчел печели бронзовия. 
| Място | Име            | Държава  | Време   |
| ----- | -------------- | -------- | ------- |
| 01    | Яница Костелич | Хърватия | 1:39.90 |
| 02    | Елена Фанкини  | Италия   | 1:40.16 |
| 03    | Ренате Гьотчел | Австрия  | 1:40.29 |

### Гигантски слалом жени
Гигантският слалом на жените се провежда на 8 февруари на пистата „Дебора Компаньони“. Шведката Аня Першон печели втората си титла от първенството и общо четвъртата в кариерата си. Водачката за Световната купа и малкия кристален глобус за дисциплината Таня Путиайнен остава втора, а Джулия Манкюсо печели втория си бронзов медал от първенството. 
Шампионката от спускането и комбинацията Яница Костелич не стартира поради заболяване от грип. 
| Място | Име            | Държава   | Време   |
| ----- | -------------- | --------- | ------- |
| 01    | Аня Першон     | Швеция    | 2:13,63 |
| 02    | Таня Путиайнен | Финландия | 2:13,82 |
| 03    | Джулия Манкюсо | САЩ       | 2:14,27 |

### Гигантски слалом мъже
Гигантският слалом на мъжете се провежда на 10 февруари, ден след първоначалната дата за провеждането му, поради стачка на телевизия РАИ. Първите две места заемат австрийците Херман Майер и Бенямин Райх, а бронзовият медал е спечелен от американеца Дарън Ралвс. С този медал Бенямин Райх печели златен, сребърен и бронзов медал от първенството. Титлата е първа за Херман Майер от Световното първенство през 1999 година. 
От българските участници Димитър Христов заема 49-о място, а останалите трима отпадат. 
| Място | Име             | Държава  | Време   |
| ----- | --------------- | -------- | ------- |
| 01    | Херман Майер    | Австрия  | 2:50.41 |
| 02    | Бенямин Райх    | Австрия  | 2:50.66 |
| 03    | Дарън Ралвс     | САЩ      | 2:51.09 |
| 49    | Димитър Христов | България |         |

### Слалом жени
Слаломът на жените се провежда на 11 февруари. В него Яница Костелич печели третата си титла от първенството. Това я прави деветата състезателка, постигнала такъв успех в историята на спорта и първата след 1982 година. Сребърният медал печели Таня Путиайнен, която води след първия манш. Бронзовият медал е спечелен от чехкинята Шарка Захробска. 
| Място | Име             | Държава   | Време   |
| ----- | --------------- | --------- | ------- |
| 01    | Яница Костелич  | Хърватия  | 1:47,98 |
| 02    | Таня Путиайнен  | Финландия | 1:48,16 |
| 03    | Шарка Захробска | Чехия     | 1:48,65 |

### Слалом мъже
Слаломът на мъжете се провежда на 12 февруари. Бенямин Райх печели и става първият скиор, спечелил четири медала от едно световно първенство. Носителят на Световната купа Райнер Шьонфелдер остава втори, а италианецът Джорджо Рока печели бронзовия медал. 
| Място | Име               | Държава | Време   |
| ----- | ----------------- | ------- | ------- |
| 01    | Бенямин Райх      | Австрия | 1:41.34 |
| 02    | Райнер Шьонфелдер | Австрия | 1:41.58 |
| 03    | Джорджо Рока      | Италия  | 1:42.08 |

### Отборно състезание
Отборното състезание се провежда на 13 февруари, като това е първото му провеждане на световно първенство. Печели отборът на Германия пред Австрия и Франция. Отборите се състоят от двама мъже и две жени, а класирането се определя посредством наказателни точки. Наказателните точки отговарят на мястото в класирането от четирите серии, а времевите разлики между състезателите не се взимат под внимание. 
| Място | Държава  | Наказателни точки |
| ----- | -------- | ----------------- |
| 01    | Германия | 26                |
| 02    | Австрия  | 29                |
| 03    | Франция  | 38                |

## Българско участие
България участва с четирима скиори – Стефан Георгиев, Михаил Седянков, Деян Тодоров и Димитър Христов. Национален треньор е Иван Каневчев. И четиримата стартират в гигантския слалом и в слалома, а Георгиев и Седянков участват и в комбинацията. 